# Autoroute A 203
Die Autoroute A 203 war eine im Jahr 1973 fertiggestellte französische Autobahn, die die Städte Charleville-Mézières und Sedan miteinander verband. Im Jahr 1996 wurde sie vollständig in die Autobahn A 34 umgewidmet.